# Got Talent

Länder mit eigener Version von Got Talent (dunkelblau). Länder mit gemeinsamen Ausgaben sind hellblau markiert.

Got Talent ist ein Castingshow-Format, das von Simon Cowell erdacht wurde. Nach dem Erfolg von America’s Got Talent und Britain’s Got Talent wurde es in viele weitere Länder exportiert. Für den deutschsprachigen Raum werden Das Supertalent und Die grössten Schweizer Talente produziert.
Menschen mit verschiedenen Talenten, beispielsweise Sänger oder Artisten, treten an, um die Gunst einer meist dreiköpfigen Jury und des Publikums zu erlangen, um in die nächste Runde gewählt zu werden. Der Sieger des Finales erhält einen Geldpreis.
| Land                    | Show                                               | Quelle                                                                      |
| ----------------------- | -------------------------------------------------- | --------------------------------------------------------------------------- |
| Albanien und Kosovo     | Albanians Got Talent                               |                                                                             |
| Arabische Welt          | Arabs’ Got Talent                                  |                                                                             |
| Argentinien             | Talento Argentino                                  | talentoargentino.telefe.com (Memento vom 13. Juni 2011 im Internet Archive) |
| Armenien                | Թաքնված տաղանդ (Taknvats taghand)                  |                                                                             |
| Asien                   | Asia’s Got Talent                                  |                                                                             |
| Australien              | Australia’s Got Talent                             | , imdb.com                                                                  |
| Belgien                 | Supertalent in Vlaanderen Belgium’s Got Talent     | , , imdb.com                                                                |
| Brasilien               | Got Talent Brasil                                  | imdb.com                                                                    |
| Bulgarien               | България търси талант (Balgariya tarsi talant)     | , imdb.com                                                                  |
| Chile                   | Talento Chileno                                    |                                                                             |
| Volksrepublik China     | 中国达人秀 (China’s Got Talent)                    |                                                                             |
| Dänemark                | Talent                                             | imdb.com                                                                    |
| Deutschland             | Das Supertalent                                    | , imdb.com                                                                  |
| Ecuador                 | Ecuador Tiene Talento                              | ,                                                                           |
| Estland                 | Eesti talent                                       | imdb.com                                                                    |
| Finnland                | Talent Suomi                                       | imdb.com                                                                    |
| Frankreich              | Incroyable Talent La France a un incroyable talent | m6.fr (Memento vom 7. März 2008 im Internet Archive), , imdb.com            |
| Georgien                | ნიჭიერიv (Nichieri)                                |                                                                             |
| Griechenland            | Ελλάδα Έχεις Ταλέντο (Ellada Eheis Talento)        | , imdb.com                                                                  |
| Indien                  | India’s Got Talent                                 |                                                                             |
| Indonesien              | Indonesia’s Got Talent                             | indonesiagottalent.com (Memento vom 20. Juli 2010 im Internet Archive)      |
| Israel                  | הדבר הגדול הבא (HaDavar HaGadol HaBa)              |                                                                             |
| Italien                 | Italia’s Got Talent                                | imdb.com                                                                    |
| Iran                    | Persia’s got talent                                | imdb.com                                                                    |
| Irland                  | Ireland's Got Talent                               |                                                                             |
| Kanada                  | Canada’s Got Talent                                | imdb.com                                                                    |
| Kolumbien               | Colombia Tiene Talento                             |                                                                             |
| Kroatien                | Supertalent                                        | , imdb.com                                                                  |
| Litauen                 | Lietuvos talentai                                  |                                                                             |
| Moldau                  | Moldova au talent                                  |                                                                             |
| Neuseeland              | New Zealand’s Got Talent                           | , imdb.com                                                                  |
| Niederlande             | Holland’s Got Talent                               | imdb.com                                                                    |
| Nigeria                 | Nigeria’s Got Talent                               |                                                                             |
| Norwegen                | Norske Talenter                                    | , imdb.com                                                                  |
| Peru                    | Perú Tiene Talento                                 |                                                                             |
| Philippinen             | Pilipinas Got Talent                               | imdb.com                                                                    |
| Polen                   | Mam talent!                                        |                                                                             |
| Portugal                | Aqui Há Talento, Portugal Tem Talento              | imdb.com, , imdb.com                                                        |
| Rumänien                | Românii au talent                                  |                                                                             |
| Russland                | Минута славы (Minuta slavy)                        |                                                                             |
| Schweden                | Talang                                             | , imdb.com                                                                  |
| Schweiz                 | Die grössten Schweizer Talente                     | , imdb.com                                                                  |
| Serbien                 | Ја имам таленат (Ja imam talenat)                  | imdb.com                                                                    |
| Slowakei                | Slovensko má talent                                | imdb.com                                                                    |
| Slowakei und Tschechien | Česko Slovensko má talent                          | imdb.com                                                                    |
| Slowenien               | Slovenija ima talent                               |                                                                             |
| Spanien                 | Tienes Talento                                     | imdb.com                                                                    |
| Südafrika               | SA’s Got Talent                                    |                                                                             |
| Südkorea                | 코리아 갓 탤런트 (Korea’s Got Talent)              |                                                                             |
| Thailand                | Thailand’s Got Talent                              |                                                                             |
| Türkei                  | Yetenek Sizsiniz Türkiye!                          |                                                                             |
| Ukraine                 | Україна має талант (Ukrayina Maye Talant)          |                                                                             |
| Vereinigte Staaten      | America’s Got Talent Tengo Talento, Mucho Talento  | , imdb.com,                                                                 |
| Vereinigtes Königreich  | Britain’s Got Talent                               | , imdb.com                                                                  |
| Vietnam                 | Tìm kiếm tài năng (Vietnam’s Got Talent)           |                                                                             |